# Takuya Ogiwara
Takuya Ogiwara (jap. 荻原 拓也, Ogiwara Takuya; * 23. November 1999 in Kawagoe, Präfektur Saitama) ist ein japanischer Fußballspieler.

## Karriere
Takuya Ogiwara erlernte das Fußballspielen in den Jugendmannschaften vom 1FC Kawagoe Water Park und den Urawa Red Diamonds. Seinen ersten Profivertrag unterschrieb er 2018 beim Erstligisten Urawa Red Diamonds. Der Verein aus Urawa-ku, einem Stadtbezirk der Millionenstadt Saitama, spielte in der höchsten Liga des Landes, der J1 League. Von August 2020 bis Saisonende wurde er an den Zweitligisten Albirex Niigata ausgeliehen. Für den Verein aus Niigata stand er 24-mal in der zweiten Liga auf dem Spielfeld. Die Saison 2021 spielte er ebenfalls auf Leihbasis beim Zweitligisten Kyōto Sanga. Mit dem Verein aus Kyōto feierte er Ende 2021 die Vizemeisterschaft und den Aufstieg in die erste Liga. Nach insgesamt 61 Ligaspielen kehrte er im Januar 2023 zu den Urawa Reds zurück. Am 4. November 2023 stand er mit den Urawa Reds im Finale des Ligapokals. Hier verlor man gegen den Erstligisten Avispa Fukuoka mit 2:1. Im Januar 2024 wechselte er auf Leihbasis zum kroatischen Erstligisten Dinamo Zagreb. Für den Verein aus Zagreb bestritt er zwölf Ligaspiele. Nach der Ausleihe kehrte er im Januar 2025 nach Japan zurück.

## Erfolge
Urawa Red Diamonds
- Japanischer Pokalsieger: 2018
- Japanischer Ligapokalfinalist: 2023

Kyoto Sanga FC
- Japanischer Zweitligavizemeister: 2021  ▲